# Halocypridina
Halocypridina – podrząd skorupiaków z gromady małżoraczków i rzędu Halocyprida.
Przedstawiciele tego podrzędu są znani od permu.
Znanych jest około 270 współczesnych gatunków, klasyfikowanych w dwóch rodzinach i nadrodzinach:
- Thaumatocypridoidea Müller, 1906
  - Thaumatocyprididae Müller, 1906
- Halocypridoidea Dana, 1853
  - Halocyprididae Dana, 1853

Ponadto WoRMS umieszcza w tym podrzędzie rodzinę Entomoconchoidae bez przyporządkowania do nadrodziny.